# 里昂·乔戈什
里昂·弗兰克·乔戈什（英語：Leon Frank Czolgosz，波蘭語發音：[ˈtʂɔ͡lɡɔʂ]，1873年5月5日－1901年10月29日；曾用过其母的婚前姓“尼曼”和其他化名）是刺杀美国总统威廉·麦金莱的凶手。在生命的最后几年裡，他自稱受到了无政府主义者诸如埃玛·戈尔德曼与亚历山大·贝克曼的巨大影响。

## 生平

### 早年经历
乔戈什1873年出生在密歇根州阿尔皮纳一个波兰移民家庭裡，是七个孩子中的一个。他在圣阿尔伯特教堂受洗。乔戈什5岁时全家迁至底特律，他16岁时曾到宾夕法尼亚纳特罗纳的一家玻璃工厂裡务工两年。
根据资料，乔戈什的祖先居住在白俄罗斯一带。乔戈什的祖先很有可能既是波兰人又是白俄罗斯人，因为这两个国家当时都受沙俄控制，边界具有不确定性。此外沙俄政府还常常组织不同种族的人进行大规模移民。乔戈什的父亲在十九世纪六十年代从格罗德诺附近的Astravets移居美国。在移民局處他登记自己的族裔为匈牙利人，同时把自己的姓Жолгусь（Żołguś）改成了Czolgosz。
乔戈什在10岁时离开了他家族在俄亥俄州沃伦斯维尔的农场，與两个兄弟一同前往美国钢铁与线缆公司（现美国AK钢铁）工作。在一次罢工事件中他和两个兄弟均被解雇。其后乔戈什返回了家族的农场。

### 落寞人生和对无政府主义的兴趣
据记载，乔戈什从小就受到同龄人的欺负，一生都没有过明确的友谊和恋爱关系。在经歷数次罢工事件后（多数以暴力收场），乔戈什于1898年再次回到家中，在家中他又与其继母和家族的罗马天主教信仰不断起冲突。
回家后他很少与人往来，把大量的时间花在阅读社会主义者和无政府主义者办的报纸上。1901年，他在克利夫兰听完激进分子埃玛·戈尔德曼的一场演讲后深受感触。演讲结束时乔戈什靠近演讲台，要求戈尔德曼推荐一些阅读书目。几天后，他自称“尼曼”并拜访了戈尔德曼在芝加哥的家，不巧当时戈尔德曼正要赶火车。乔戈什只来得及向她述说了他对克利夫兰的社会主义者的失望之情，戈尔德曼则在火车站向他介绍了一些她的无政府主义友人。戈尔德曼在暗杀事件后曾为其辩护。
乔戈什一生中从未被任何一个无政府主义团体接纳。实际上，他的狂热和对暴力的评论让很多无政府主义者起了疑心；一些人甚至认为他是政府的秘密特工。此外，乔戈什还是个共和党人（和麦金莱总统一样），他在克利夫兰为共和党投过票； 而这与他的无政府主义意识形态相抵触。
激进报纸《自由社会》甚至还发表了一篇关于乔戈什的警告：
“同志们应当注意一个新的间谍。他衣着得体，中等身高，金发窄肩，大约25岁年纪。最近曾出现在芝加哥和克利夫兰。他在芝加哥仅短暂逗留，而在克里夫兰，每当我们的同志得到有关他身份的信息而令他有可能被暴露时，他便消失不见。他的行动十分平常，假装对我们的理想显现出巨大的兴趣，借机询问他人的姓名或者寻求对暴力行动的协助。如果此人在其他地方出现，同志们应提高警惕，采取必要行动。”
乔戈什的个人经历让他相信美国社会存在着巨大的不公，富人通过剥削穷人而使自己更富有。他认为这是由于政府结构不合理而造成的。1900年7月29日，时任意大利国王翁贝托一世被当地无政府主义者盖塔诺·布雷西刺杀。行刺后，布雷西向媒体称他是为了人民而亲自动手。这个事件一定程度上刺激了美国的无政府主义者，而乔戈什可能正是他的模仿者之一，因为当他被捕时，警察在他口袋裡发现了一份关于布雷西的剪报。

### 刺杀麦金莱总统

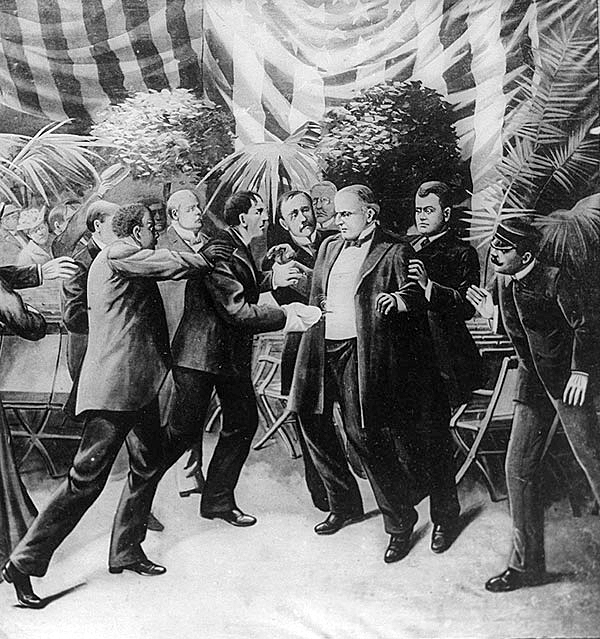
柯佐罗滋刺杀麦金莱的示意图

1901年8月31日，乔戈什来到纽约州水牛城，在泛美博览会的展馆附近租了所房间。
9月6日，乔戈什带着一把埃尔文·约翰逊军火公司的.32口径“安全自动”左轮手枪（槍支序号#463344）来到世博会展馆，这把枪是他在9月2日用4.50美元买下的。 乔戈什用手帕把枪包好放在口袋中并靠近麦金莱，此时总统已经在音乐殿裡欢迎民众队伍达10分钟。下午4:07分，乔戈什来到队伍前端。总统向他伸手；乔戈什将其一把甩开并立刻在极近距离朝着总统连开两枪。
在国民警卫队第4旅通讯兵团和警察介入之前，周围的人群就已经拳打脚踢将乔戈什制服，当时他伤势严重，甚至被认为活不到审判。

### 审判与处决
9月13日，麦金莱死前一天，乔戈什因为关押他的警察局维修而被送往艾利郡女子感化院，16日他又被转往艾利郡监狱候审，提审完后他被送往奥本州立监狱。
大陪审团决定对乔戈什立案，乔戈什此时常与他的看守轻松交流，但却拒绝与指派给他的律师罗伯特·C·提图斯与罗林·L·李维斯以及检查他精神状况的医师对话。
本案的地方检察官是托马斯·潘尼，其助手是海勒，他在庭上的表现被旁观者描述为“完美无瑕”。 尽管乔戈什已经认罪，但遭首席法官杜鲁门·C·怀特驳回，并代表他表示不认罪。
在麦金莱总统死后到审判开始的那一个星期裡，乔戈什的律师李维斯和提图斯根本没有时间准备辩护词，因为乔戈什拒绝和他们对话。不得已，李维斯只能在庭上辩称乔戈什在犯案时精神失常，因此不应被判有罪（与1881年查尔斯·J·吉特奥刺杀总统詹姆斯·A·加菲尔德案时所用的辩护一样）。
不管怎样，原告方指出了乔戈什的无政府主义背景，并提醒陪审团民众对判处凶手死刑的请求。而乔戈什也没有任何证据能说明他当时精神错乱，因此可能的审判结果只有一个。事实上，即便陪审团相信乔戈什当时精神失常也无济于事，因为乔戈什不符合法律上的精神失常定义。根据纽约州法律，乔戈什必须要完全不明白自己的所作所为才能被定为精神错乱。
在潘尼要求下，怀特法官中止审讯并向陪审团做出同意乔戈什精神正常的陈述。此后，因为没有任何证据的支持，乔戈什的无罪辩护失败了。
里昂·乔戈什在9月23日被定罪并判处死刑，这场简单的审判从选择陪审团到定罪只花了八个半小时。在第二天回到奥本监狱之前，他向狱卒询问他是否将被送往星星监狱处决，但却惊讶的发现奥本监狱也有电椅。
1901年10月29日，乔戈什在奥本监狱由三次1800伏特的电击处死。他的兄弟沃蒂克与内兄弗兰克·班德斯基在场，沃蒂克在行刑后向狱卒要求乔戈什的尸体以运回安葬，但遭到拒绝。监狱方担心他的尸体会遭到暴民争抢，因此要就地埋葬。
乔戈什的最后一句话是“我杀死总统是因为他是善良人民之敌——善良的勞動人民。我并不为我犯下的罪行感到后悔。” 不过当狱卒将他绑在电椅上时，乔戈什说“很遗憾我没见到我的父亲。” 他的大脑由爱德华·安东尼·斯皮兹卡博士取出。
他的棺材裡放了硫酸，尸体不到12小时就完全分解了。其后他的衣物与信件被焚烧。

## 身后

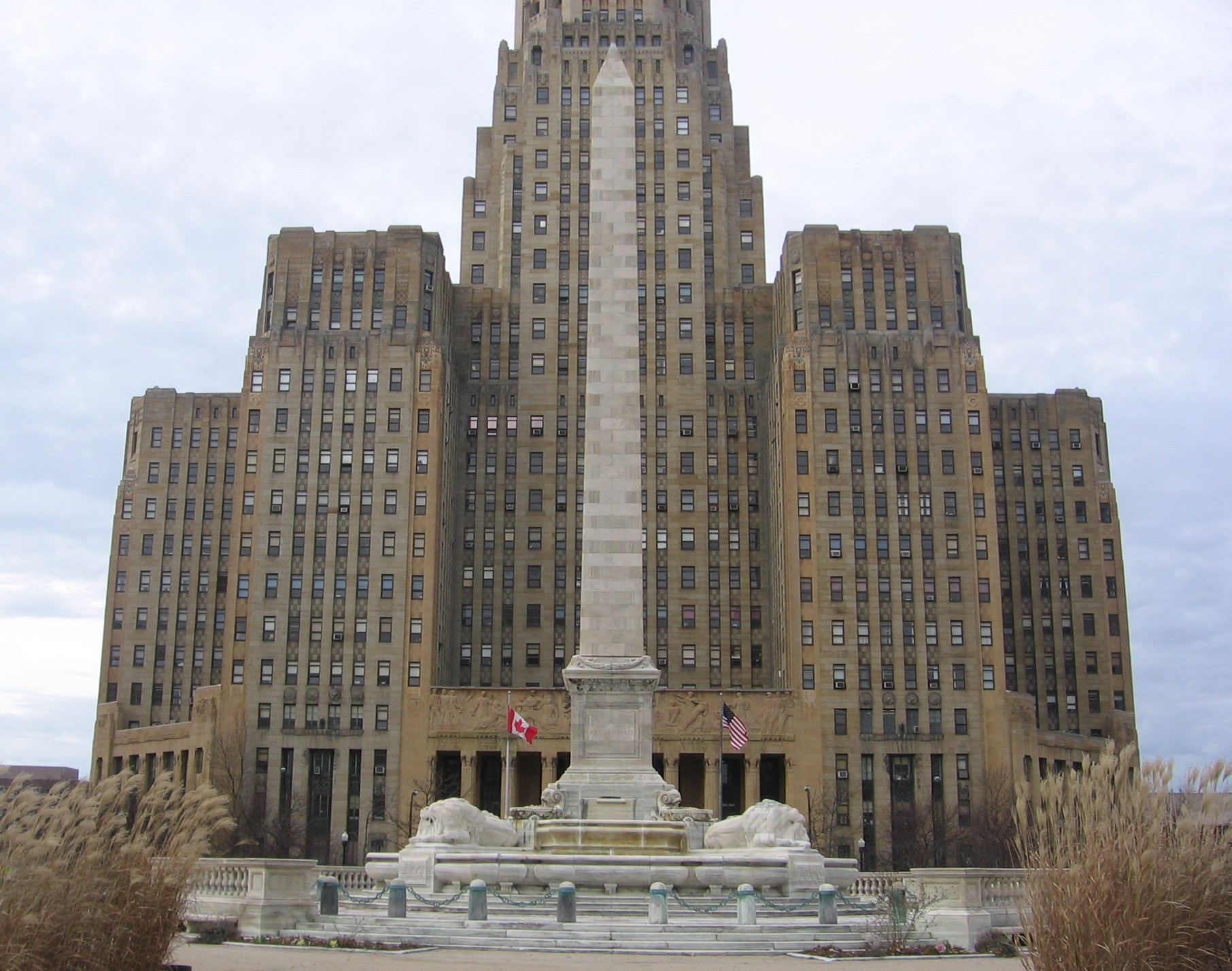
水牛城市政厅前的麦金莱纪念碑

埃玛·戈尔德曼被怀疑与总统刺杀案有关而遭逮捕，但很快即因证据不足而被释放，其后不久，她发表了饱受抨击的文章《水牛城的悲剧》。在文中，她把乔戈什比作杀死恺撒的马尔库斯·尤尼乌斯·布鲁图，又称威廉·麦金莱为“富豪与托拉斯的总统”。 其他的无政府主义相关人士认为乔戈什的行动对他们造成了危害，因而不愿帮助戈尔德曼支持他。
罪案发生的地点音乐殿和其他世博会展馆一起在1901年11月间拆除。一块石质标记被放置在当地一条住宅区道路福特汉姆车行道的中央，靠近枪击发生的地方。乔戈什使用的手枪在泛美世博会期间于水牛城与艾略郡历史学会大楼展出。 
1921年，马塞诸萨州精神卫生部的主管劳埃德·弗农·布利格斯重新回顾了乔戈什、克劳伦斯·理查森与伯特兰·G·斯潘塞等数人的案件。和通常的观点不同，他认为乔戈什是个“受精神疾病折磨多年的人。他在医学上不应为本案负责，而按照现在的精神病学以及外科分析，他是否应为总统的死在法律上负责也是个疑问。”

## 其他图片

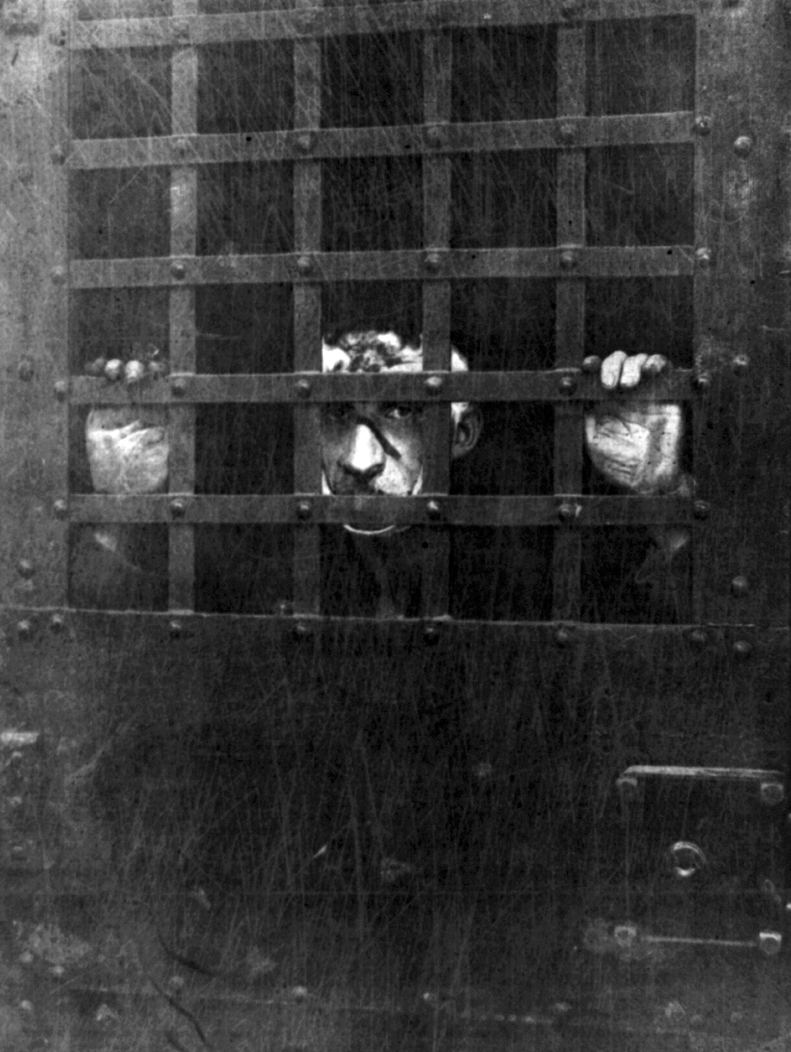
狱中的第一张照片
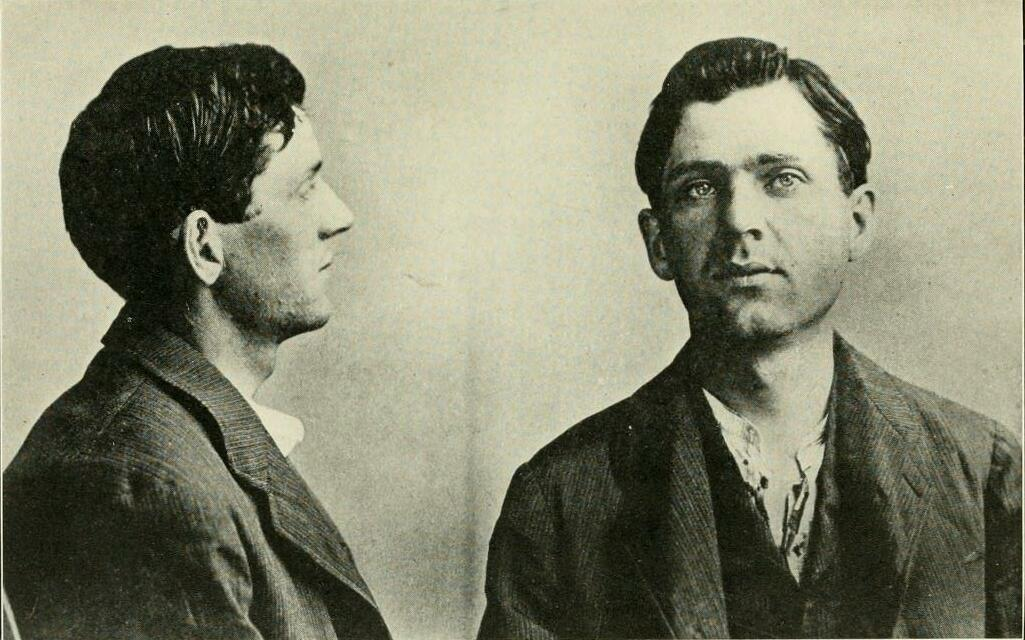
警方的存档照#757
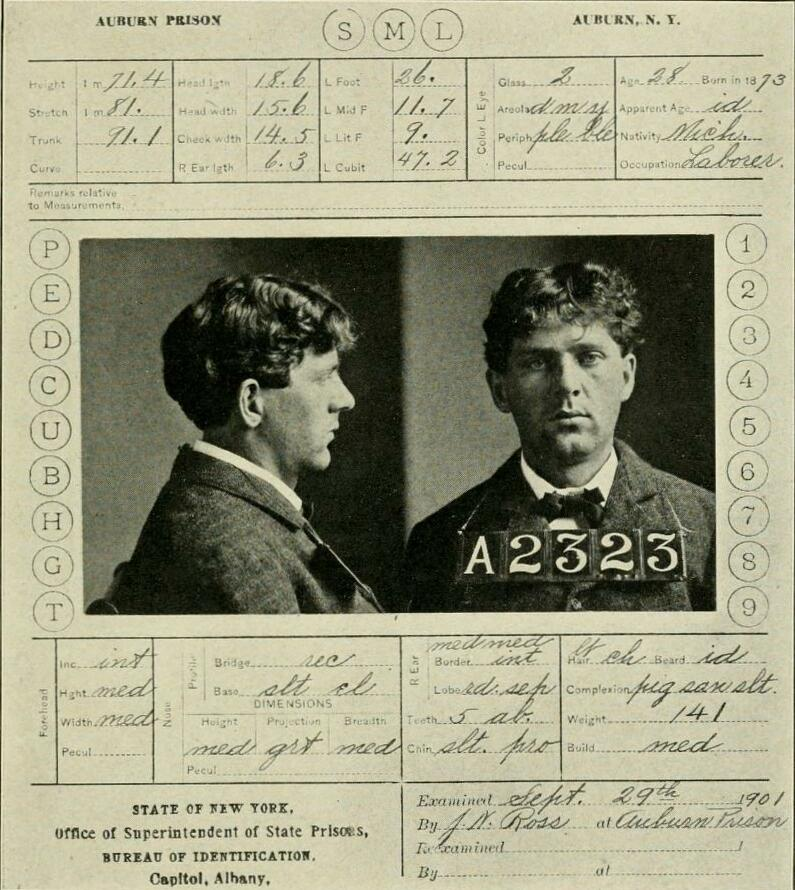
奥本监狱的档案卡片#A2323
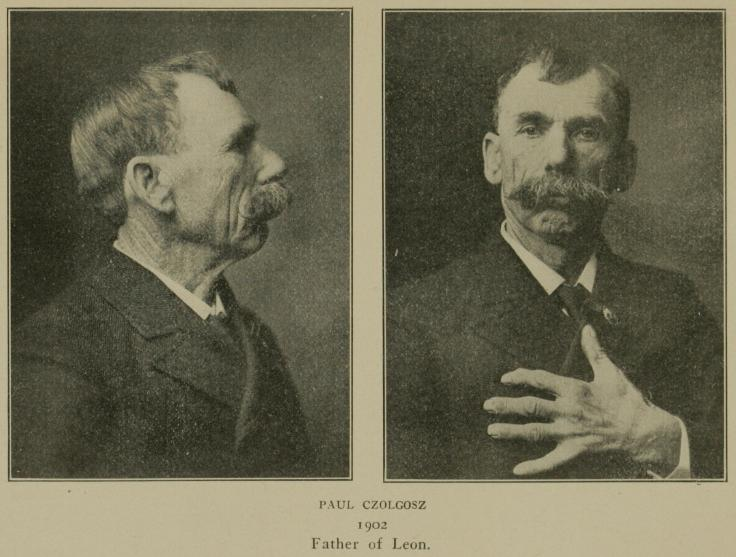
父亲保罗·乔戈什
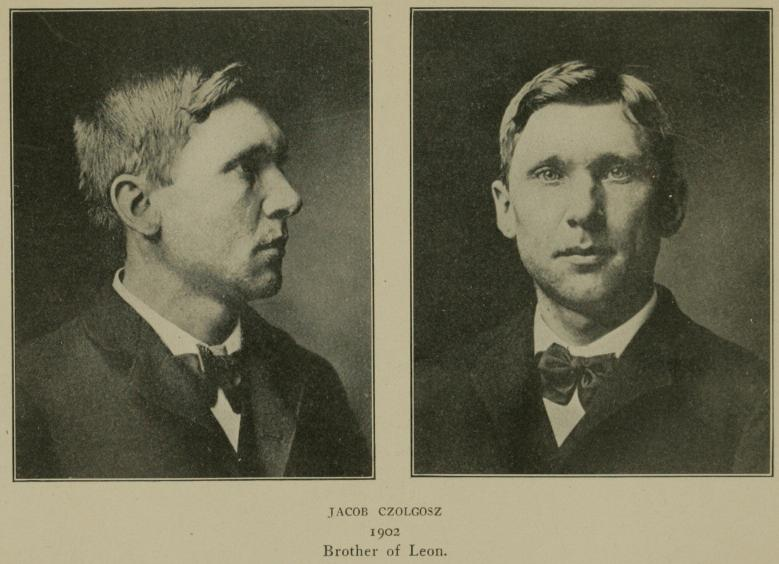
兄弟约克伯·乔戈什